# 生野村 (大阪府)
生野村（いくのむら）は、大阪府東成郡にあった村。現在の大阪市生野区南西部および天王寺区国分町にあたる。

## 歴史
- 1889年（明治22年）4月1日 - 町村制施行により、東成郡国分村、舎利寺村、林寺村、林寺新家村、田島村が合併して生野村が発足。大字舎利寺に村役場を設置。
- 1897年（明治30年）4月1日 - 大字国分の城東線（現・大阪環状線）以西が大阪市へ編入され、南区生野大字国分となる。
- 1900年（明治33年） - 南区生野大字国分が生野国分町に改称。
- 1923年（大正12年） - 南区生野国分町が天王寺国分町に改称。
- 1925年（大正14年）4月1日 - 分区により、南区天王寺国分町が天王寺区国分町となる。生野村の残余が大阪市へ編入され、東成区生野国分町、舎利寺町、林寺町、生野新家町、生野田島町となる。同日生野村廃止。
- 1929年（昭和4年） - 東成区勝山通、北生野町、南生野町、舎利寺町、林寺町、林寺新家町、生野田島町となる。
- 1943年（昭和18年）4月1日 - 分区により、東成区から生野区に転属。
- 1973年（昭和48年） - 生野区勝山北、勝山南、生野西、生野東、舎利寺、林寺、田島の現行住居表示を実施。